# Laidhay Croft Museum

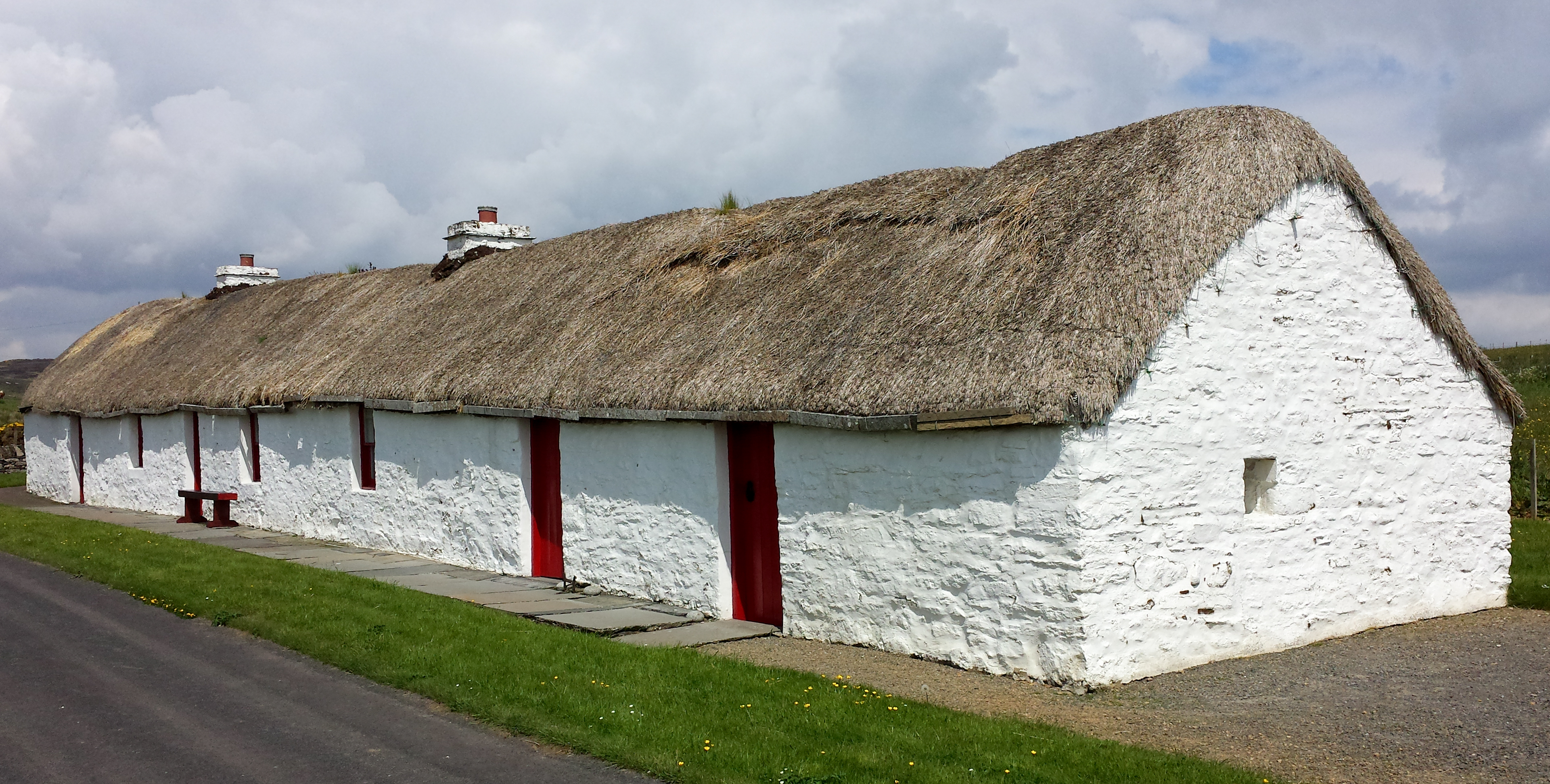
Laidhay Croft Museum

Das Laidhay Croft Museum ist ein Museumshof nahe der schottischen Ortschaft Dunbeath in der Council Area Highland. Das Bauwerk wurde 1984 in die schottischen Denkmallisten in der höchsten Denkmalkategorie A aufgenommen. Das Museum zeigt das Leben und Arbeiten einer traditionellen Crofterfamilie.

## Geschichte

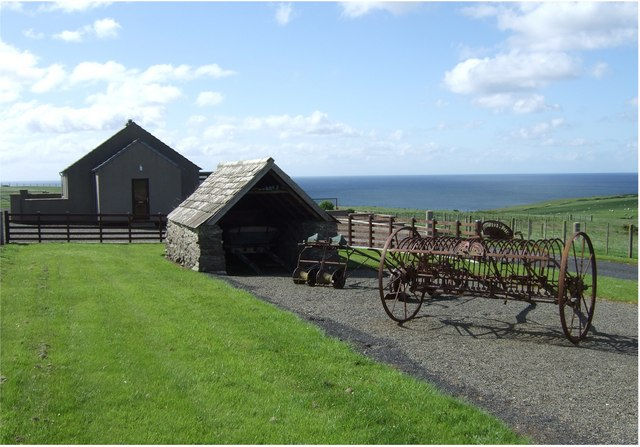
Remise und landwirtschaftliche Geräte

Die ältesten Fragmente des Bauernhofs dürften aus dem späteren 18. Jahrhundert stammen. Das Museum gibt hingegen ein Alter von 250 Jahren an. Das Gebäude zeigt Hinweise auf eine langjährige Entwicklung. Möglicherweise handelt es sich bei den heutigen Wohnräumen um den ältesten Kern, welcher im Laufe der Jahre erweitert wurde. In seiner heutigen Form besteht das Gebäude seit etwa 1842, weshalb Historic Scotland das frühe bis mittlere 19. Jahrhundert als Bauzeitraum angibt. Zwischen 1842 und 1968 wurde der Hof von der Familie Bethune bewirtschaftet. Der Erwerb durch den Laidhay Preservation Trust mit anschließender Restaurierung und Umbau zum heutigen Laidhay Croft Museum erfolgte um 1976.

## Gebäude
Laidhay Croft steht abseits der A9 rund 1,5 Kilometer nordöstlich von Dunbeath nahe der Nordseeküste. Das eingeschossige Langhaus weist den traditionellen Aufbau eines Crofter-Hofs in Caithness auf. Sein Mauerwerk besteht aus mit Mörtel verfugtem Feldstein und ist gekalkt. In die westexponierte Hauptfassade sind vier Türen und drei kleine Fenster eingelassen. Der Wohnraum befindet sich in der Gebäudemitte, während rechts die Scheune und links die Stallungen untergebracht sind. Die gepflasterten Stallungen besaßen einst eine zweite Türe an der Gebäuderückseite. In die südliche Giebelseite ist eine kleine Öffnung zur Entsorgung des Mists eingelassen, die mit einer Holzplatte verschlossen werden kann.
Crucks spannten einst das Reetdach auf, von denen heute noch ein Paar vorhanden ist. Der restliche Dachstuhl wurde durch Holzbalken ersetzt, darunter Balken von lokaler Birke sowie Bootsbeplankung. Aus dem Satteldach ragen zwei kurze, firstständige Kamine. Eine Holzabtrennung trennt die Scheune vom Wohnraum ab. Die Scheune beherbergt heute eine Besuchertoilette. Küche und Stallungen sind hingegen durch Mauerwerk abgetrennt. Die traditionelle Inneneinrichtung ist weitgehend erhalten; des Weiteren Werkzeuge zur Milchverarbeitung und Käseherstellung. Zu den Außenbauwerken zählen eine reetgedeckte Stallung mit gepflastertem Boden, in der heute landwirtschaftliche Gerätschaften ausgestellt sind, eine Remise sowie ein kleiner Schweine- und Hühnerstall.